# Jorge Salim Hernández
Jorge Salim Hernández (Guadalajara, Jalisco; 7 de diciembre de 1998) es un futbolista mexicano, juega como Portero y su equipo actual es el Club Tijuana de la Primera División de México.

## Trayectoria
Formación en Leones Negros de la U. de G.
Forma parte de la institución de los Leones Negros desde 2015, teniendo actividad en la categoría sub-17 mientras los melenudos jugaban en primera, y en los equipos de Tercera y Segunda División.
Debut en Copa y Liga de Expansión
Debutó con el primer equipo el 20 de febrero de 2019 siendo titular en una derrota por 2-1 contra Pumas UNAM en la jornada 6 de Copa MX de dicho semestre.
En Liga de Ascenso no logró debutar, pero cuando Felipe López fichó por Bravos de Juárez, se le dio oportunidad a Jorge en el arco de los melenudos, debutando el 18 de agosto de 2020 en una derrota por 1-0 contra Alebrijes de Oaxaca.